# Installatietechniek

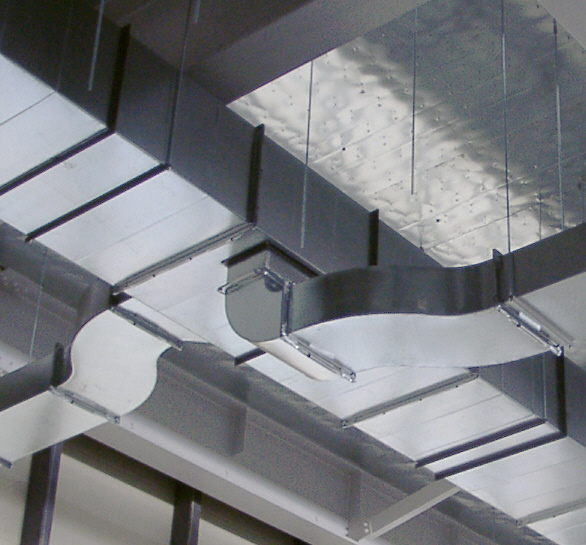
Luchtkanaal

Installatietechniek omvat die vakgebieden waarin een verzameling van technische componenten wordt samengesteld tot een functioneel geheel. Ook het onderhoud van installaties is een onderdeel van de installatietechniek.
Het vak installatietechniek is verweven met de bouw, de industrie en met infrastructurele voorzieningen als wegenbouw. Dit soort technische installaties wordt meestal gemaakt door een loodgieter of een installateur.

## Onderverdeling vakgebied
| - Laagspanningsinstallatie - Hoogspanningsinstallatie - Verlichtingsinstallatie - Noodverlichtingsinstallatie - Communicatie-installatie - Beveiligingsinstallatie - Maritieme installatie - Vliegtuiginstallatie - Technische Automatiseringsinstallatie - ICT-installatie - Domotica-installatie - Elektromechanisch onderhoud - Bliksembeveiligingsinstallatie - Aardings- en overspanningsinstallatie - Beheer en Inspectie van installaties - Infratechnische installatie - Cv-installatie - Elektrische installatie - Rookgasontzwavelingsinstallatie - Rioolwaterzuiveringsinstallatie | - Klimaatinstallaties - Sanitairinstallatie - Hemelwaterafvoerinstallatie - Metalen dakdekken - Brandbestrijdingsinstallatie - Liftinstallatie - Roltrapinstallatie - Gevelreinigingsinstallatie - Buizenpostinstallatie - Kraaninstallatie - Koel- en vriescelinstallatie - Verwarmingsinstallatie |

## Installatietechniek als bedrijfstak
Het ontwerp van een installatie wordt gemaakt door of een installatiebedrijf, door een technisch adviesbureau of ingenieursbureau, of door een engineeringsafdeling van de opdrachtgever. Het laatste komt met name voor bij overheden en grote (nuts)bedrijven.
Installatiewerk wordt uitgevoerd door nutsbedrijven en technische diensten van instellingen en bedrijven maar vooral door installatiebedrijven (installateurs).
Eind 2009 zijn er in Nederland 8768 Technisch Installatiebedrijven met personeel geregistreerd, samen hebben zij 139.153 werknemers in loondienst. Hiervan is ongeveer 48% werkzaam in de elektrotechniek, 48% in de werktuigbouw en 4% in de koeltechniek.

### Brancheorganisaties
- Werkgeversvereniging elektrotechniek en werktuigbouw Techniek Nederland
- Nederlandse vereniging van ondernemingen op het gebied van koudetechniek en luchtbehandeling NVKL
- Kennisinstituut voor de installatiesector ISSO
- Ontwikkelingsfonds voor het Technisch Installatiebedrijf (voorheen OTIB)
- Werkgeversvereniging ingenieurs NLingenieurs (voorheen ONRI)

## Opleidingen

### Universitair
- Installatietechniek (Technische Universiteit Eindhoven)

### Post HBO
- Hogere Installatietechniek voor Elektrotechnische Installaties (HIT-E)
- Hogere Installatietechniek voor Werktuigbouwkundige Installaties (HIT-W)
- Inspecteur / Adviseur BOEI inspecties NEN 2767 conditiemeting.

### Post MBO
- Middelbaar Installatietechnicus Elektrotechnische installaties (MIT-E) (Regionale Opleidingscentra (ROC's))
- Middelbaar Installatietechnicus Werktuigbouwkundige Installaties (MIT-W) (Regionale Opleidingscentra (ROC's))
- Schakelcursus P-HIT
- Basiscursus Installatietechniek

- Gemeinsame Normdatei: 4188027-4
- Nationale Bibliotheek van Tsjechië: ph126470